# Савиньяк-лез-Ормо
Савинья́к-лез-Ормо́ (фр. Savignac-les-Ormeaux) — коммуна во Франции, находится в регионе Юг — Пиренеи. Департамент коммуны — Арьеж. Входит в состав кантона Акс-ле-Терм. Округ коммуны — Фуа.
Код INSEE коммуны — 09283.

## Население
Население коммуны на 2008 год составляло 395 человек.
| 1962 | 1968 | 1975 | 1982 | 1990 | 1999 | 2008 |
| ---- | ---- | ---- | ---- | ---- | ---- | ---- |
| 213  | 255  | 292  | 276  | 372  | 399  | 395  |

## Экономика
В 2007 году среди 229 человек в трудоспособном возрасте (15—64 лет) 183 были экономически активными, 46 — неактивными (показатель активности — 79,9 %, в 1999 году было 71,5 %). Из 183 активных работали 165 человек (85 мужчин и 80 женщин), безработных было 18 (7 мужчин и 11 женщин). Среди 46 неактивных 11 человек были учениками или студентами, 23 — пенсионерами, 12 были неактивными по другим причинам.